# Ебулеф
Ебулеф (фр. Eybouleuf) насеље је и општина у централној Француској у региону Лимузен, у департману Горња Вијена која припада префектури Лимож.
По подацима из 2004. године у општини је живело 321 становника, а густина насељености је износила 30 становника/km². Општина се простире на површини од 10,83 km². Налази се на средњој надморској висини од 407 метара (максималној 433 m, а минималној 270 m).

## Демографија
| 1962. | 1968. | 1975. | 1982. | 1990. | 2011. |
| ----- | ----- | ----- | ----- | ----- | ----- |
| 288   | 283   | 267   | 249   | 309   | 420   |

График промене броја становника у току последњих година